# 高橋マキのぐるぐる京都
『高橋マキのぐるぐる京都』（たかはしまきのぐるぐるきょうと）は、KBS京都ラジオで2010年10月5日から2012年9月30日まで放送されていたラジオ番組である。

## 概要
2010年10月5日に放送開始。
日々、京都をぐるぐる駆けるライター・高橋マキが、ゆかりのある京都な人々を招きながら、様々な話題を紹介する情報番組である。
放送時間
- 2010年10月5日～2011年9月27日 火曜日 21:30 - 22:00
- 2011年10月9日～2012年4月1日 日曜日 23:00 - 23:30
- 2012年4月8日～2012年9月30日 日曜日 21:30 - 22:00

## パーソナリティ
- 高橋マキ
  - ラジオパーソナリティ、フリーライター、「NPO法人京都カラスマ大学」理事長。1970年京都府綾部市生まれ、京都在住。本名、高橋麻紀。

## コーナー
- ぐるぐる渦まき人つなぎ 
  - 高橋マキのまわりの面白い人、気になる人、そして京都でユニークな活動をしている人をゲストに迎える。
- 今週のスマ大
  - 高橋マキが学長をしている「京都カラスマ大学」を紹介する。

## 過去のゲスト
- 川上麻衣子
- 真箏

ほか